# Semiothisa contemptata
Semiothisa contemptata är en fjärilsart som beskrevs av Achille Guenée 1858. Semiothisa contemptata ingår i släktet Semiothisa och familjen mätare. Inga underarter finns listade i Catalogue of Life.